# Bocskaikert, Hajdú-Bihar
Bocskaikert  este un sat în districtul Hajdúhadház, județul Hajdú-Bihar, Ungaria, având o populație de 3.114 locuitori (2011). 

## Demografie
Componența etnică a satului Bocskaikert
     Maghiari (97,05%)
     Necunoscut (1,05%)
     Alții (1,9%)
Componența confesională a satului Bocskaikert
     Reformați (26,65%)
     Fără religie (24,44%)
     Romano-catolici (9,18%)
     Greco-catolici (5,07%)
     Atei (1,48%)
     Necunoscută (32,88%)
     Luterani (0,29%)
     Alte religii (1,09%)
Conform recensământului din 2011, satul Bocskaikert avea 3.114 locuitori. Din punct de vedere etnic, majoritatea locuitorilor (97,05%) erau maghiari. Apartenența etnică nu este cunoscută în cazul a 1,05% din locuitori. Nu există o religie majoritară, locuitorii fiind reformați (26,65%), persoane fără religie (24,44%), romano-catolici (9,18%), greco-catolici (5,07%) și atei (1,48%). Pentru 32,88% din locuitori nu este cunoscută apartenența confesională.